# 克雷森特斯泰申 (紐約州)
克雷森特斯泰申（英語：Crescent Station）是位於美國紐約州奧爾巴尼縣的非建制地區。

## 地理
克雷森特斯泰申所處的海拔為高於海平面85米（即280英呎），而該地所採用的時區為UTC-5，即北美东部时区（EST）。同時該地設有夏令時間，為UTC-5調快一小時，即UTC-4（EDT）。